# Kovanka, Ovruci
Kovanka (în ucraineană Кованка) este un sat în comuna Usove din raionul Ovruci, regiunea Jîtomîr, Ucraina.

## Demografie
Componența lingvistică a localității Kovanka
     Ucraineană (100%)
Conform recensământului din 2001, toată populația localității Kovanka era vorbitoare de ucraineană (100%).